# نقاط البلوك على السكة الحديدية
نقاط البلوك هي حجرات صغيره تقع على خطوط السكه الحديديه، هدفها تنظيم حركة القطارات والحفاظ على المسافة بينها وبين بعضها عن طريق السيمافورات (الاشارات الكهربائيه)، وتسجيل مواعيد مرور القطارات والتحكم في التحاويل والمخازن والجسور والكبارى المتحركه وغلق وفتح المزلقانات وتتصل ببعضها البعض عن طريق شبكة اتصالات داخليه وعادة ما يكون متوسط مدى حجرة البلوك 3 كيلومتر بينها وبين الحجرة الأخرى وعادة ما يديرها شخصان ويسميان (ملاحظ البلوك ومساعد).